# Jelena Dementjeva
Jelena Vjatjeslavovna Dementjeva, Елена Вячеславовна Дементьева (født 15. oktober 1981 i Moskva) er en russisk kvindelig tidligere professionel tennisspiller. Hun har gennem det meste af 2000'erne tilhørt den øverste elite i verden, og hun opnåede sit bedste resultat med en guldmedalje i single ved OL i Beijing i 2008. Derudover var hun i 2004 i finalerne i Grand Slam-turneringerne French Open og US Open, og hun vandt sølv ved OL i Sydney i 2000. I alt vandt hun 16 WTA-turneringer i single og 6 i double. Hendes højeste placering på WTA-listen blev en tredjeplads, som hun nåede i april 2009.
Efter sin sidste kamp i WTA Tour Championships 2010 i Doha meddelte hun, at hun hermed trak sig tilbage fra toptennis.